# Антверпен (провинция)
Антве́рпен (нидерл. Antwerpen, фр. Anvers) — одна из десяти провинций Бельгии и одна из пяти фламандских провинций. Граничит с Восточной Фландрией, Фламандским Брабантом, Лимбургом и Нидерландами. Административный центр — город Антверпен.

## Основные данные
- Площадь: 2867 км².
- Самая высокая точка: холм Берзелберг, 55 метров над уровнем моря.
- Важнейшие реки: Шельда, Рюпел, Большая Нете, Малая Нете.
- Население: 1 845 362 чел. (2010).

## История
В Средние Века этот регион принадлежал Франкскому государству и был разделен на несколько пагов. Область вокруг г. Антверпена принадлежала Pagus Renesium.

## Административное деление
Провинция делится на 3 округа (Мехелен, Антверпен и Тюрнхаут), которые, в свою очередь, состоят из 70 коммун.
| Округ     | Число коммун | Население, чел. (2010) | Площадь, км² | Плотность, чел./км² |
| --------- | ------------ | ---------------------- | ------------ | ------------------- |
| Антверпен | 30           | 1 085 832              | 1000,31      | 1085,50             |
| Мехелен   | 13           | 324 311                | 510,22       | 635,63              |
| Тюрнхаут  | 27           | 435 219                | 1356,86      | 320,75              |
| Всего     | 70           | 1 845 362              | 2867,39      | 643,57              |

## Образование и исследования
В провинции расположено несколько учебных заведений и Университет Антверпена, ряд научно-исследовательские институтов, среди которых SCK • CEN[уточнить], Европейский институт референтных материалов и измерений (англ. Institute for Reference Materials and Measurements; IRMM) и Фламандский институт технологических исследований (англ. Flemish Institute for Technological Research; VITO).

## Достопримечательности
- Борнем — старинный замок в неоготическом стиле.
- Целлер — замок в неоготическом стиле.
- Боррекенс — средневековый замок в неоготическом стиле.